# Acentroscelus singularis
Acentroscelus singularis là một loài nhện trong họ Thomisidae.
Loài này thuộc chi Acentroscelus. Acentroscelus singularis được Cândido Firmino de Mello-Leitão miêu tả năm 1940.